# Eisen (Nohfelden)
Eisen ist der höchstgelegene Ortsteil der Gemeinde Nohfelden im Saarland. Er liegt an der Mündung des Eisbaches in den Söterbach. Der Name geht auf die Erzfunde im 14. und 15. Jahrhundert zurück.

## Geschichte
Erstmals urkundlich erwähnt wurde der Ort 1334. Die Ortschaft gehörte zur Grafschaft Sponheim, bevor er dem Amt Nohfelden und damit der Grafschaft Zweibrücken zugeordnet wurde. Vermutlich wegen der verkehrsgünstigen Lage hatte der Ort unter zahlreichen Kriegsereignissen zu leiden. Im 17. Jahrhundert war der Ort völlig verlassen, bevor er 1650 durch einen Velten Feist aus Nohfelden wieder bewohnbar gemacht wurde. 
Von 1817 bis 1937 gehörte Eisen zum oldenburgischen Fürstentum Birkenfeld.
Nördlich von Eisen befand sich die inzwischen stillgelegte Schwerspatgrube Korb. 1971 kam es dort zu einem Gesteinsbruch, bei dem in 129 Metern Tiefe vier Bergleute starben.
Am 1. Januar 1974 wurde Eisen in die Gemeinde Nohfelden eingegliedert.